# Мудрост гомиле
Мудрост гомиле која је заснована на теорије о мудрости масе, чији је аутор Џејмс Суровјецки, претпоставља да група доноси паметније одлуке од појединаца, чак и ако су ти појединци стручњаци за дату област. По овој теорији велика група прикупља боље одговоре на питања, која укључују процену количине, општег светско знања и често се сматра бољим одговором, од одговора неког појединца у групи. Међутим, потребно је у том смислу задовољити неколико важних критеријума који се односе на разноврсност избора, когнитивну независност појединца и децентрализацију.
Постоје, међутим, и бројни примери у којима група постиже лошије резултате од појединаца приликом делиберације или западања у каскаде, тако да остаје главно питање да ли више људи више зна или је чешће један човек вреднији од хиљада других. Односно може се поставити питање која је граница применљивости овог открића, јер су истраживање показала да је гомила добра када самостално и по сопственом мишљењу даје процене без спољних импликација и када су у питању проблеми који укључују оптимизацију. Дакле, процена неке величине за коју ми имамо осећај. Али када је реч о решавању проблема који укључују иновације и креативност, тада је гомила најчешће тотално неуспешна.

## Дефиниција гомиле
Свака група људи окупљена неким поводом, може бити нечим испровоцирана и може реаговати незадовољством или задовољством, а масу или гомилу, како их је назвао Гистав Л' Бон у свом делу „Психологија гомила” (La Psychologie des Foules) из 1895, представља скуп појединаца (лица, индивидуа), било којег народа, занимања или пола, без обзира на случај који их је окупио.
Термин гомила, у контексту мудрости, односи се на групу људи, као што су корпорације, групе истраживача, или једноставно на целу јавност. Сама група не мора да буде кохезивна; на пример:
- група људи која одговара на питања на интернету, и која се не познаје међусобно ван форума на интернету,
- група људи која се клади на коњским тркама, и која можда не зна међусобне опкладе, али они ипак формирају масу, по овој дефиницији.

## Класични примери
Класично проналажење мудрости гомиле укључује и тачку процене континуираног квантитета.
На сеоском вашару, који је одржан 1906. године у Плимуту, 800 људи је учествовало у такмичењу како би проценили тежину закланог вола. Статистичар Францис Галтон закључио је да је медијана погодка 1.207 фунти, била тачна за 1% праве тежине од 1.198 фунти. Ово је допринело схватању когнитивне науке, да процене појединаца из гомиле могу бити узете као расподеле вероватноће чија је средња вредност близу праве средње вредности која ће бити процењена.
Тестирање хипотезе да гомила нема неко знање него да само специјалисти имају потребно знање одвело је на сеоски вашар, који је одржан 1906. године у Плимуту, и на коме је 800 људи учествовало у такмичењу како би проценили тежину закланог вола и статистичара Френсиса Галтона. Галтон је скупио листиће на којима су судионици погађали тежину и независно је узео процену од месара. Средња вредност добијена из износа скупљених с листића лутрије одлично се поклапала са тачном вредношћу и била пуно боља од процене коју су дали месари.
Наведени експеримент је поновљен пуно пута до сада на разним случајевима, у којима је гомила морала погодити нпр. број бомбона у посуди и сл. Колико год пута поновили експеримент увек ће средња вредност резултата бити најближе тачном броју иако се може десити дасити да је ту и тамо неки други појединац био ближе тачном одговору. Битно је да гомила конзистенто „зна” тачан резултат.
Два фасцинантна примера односе се на катастрофе. За време хладног рата Сједињенњ Америчкњ Државе изгубиле су нуклеарну подморницу и једино што су знали је њен задњи положај. Потрага се на отвореном мору чинила немогућом мисијом због величине простора који је требало претражити. Један морнарички официр одлучио се за другачији приступ. Питао је независне стручњаке што се могло десити и у ком смеру би подморница кренула. Резултате је убацио у Баyесову формулу која се користи у рачунима вероватноће, и из помоћу ње добио предвиђени положај подморнице. И у овом случају гомила се показала мудром. Подморница је нађена на 200 метар од предвиђеног положаја.

## Примена
Мудрост гомиле може да има практичну корсис нпр. у демократском новинарству, када група људи који нису експерти, одређује која вест је важна. Тако а људи изван групе могу да виде вести на основу њиховог рангирања, а не реалне стварсности.
При томе треба имати у виду да процену неке величине, или информације за коју имамо осећај може да изврши гомила. Међутим када треба решити проблеме који укључују иновативност и креативност ту је гомила потпуно неуспешна.

## Проблеми
Истраживање о Мудрости гомиле, рутински се приписује супериорности гомиле просека над појединачним судовима до елиминације појединачног. Тако група донеси најбоље одлуке, ако су оне направљене од различитих мишљења и идеологија.
Скот И. Пејџ представио је теорему разноврсности предвиђања 
| „ | Квадрат грешака колективне прогнозе једнак је просеку квадрата грешака умањеног за интуитивне разноликости. | ” |

 Стога, када је различитост у групи велика, грешка групе је мала.

Милер и Стајверс ограничавају независност индивидуалних одговра у експерименту „Мудрост гомиле” дозвољавајући ограничену комуникацију између учесника. 
| „ | Учесници су били замољени да одговоре на питања везана за општу културу : као што је на пример, редослед америчких председника. У половини групе, сваки учесник је наставио рангирање које је започео претходни учесник (учесници су били упознати са том чињеницом), док је друга половина учесника почела са насумичним поретком, и у оба случаја су били замољени да прерангирају одговоре ако је то потребно да би добили добар поредак. Одговори учесника који су своје рангирање наставили на већ започету листу претходног учесника, били су у просеку прецизнији од одговора учесника који су рангирање заопчињали сами. | ” |

 Милер и Стајверс су на основу овога закључили да је различит степен познавања ставки између учесника, одговоран за овај феномен, а да учесници интегришу и увећавају знање претходних учесника својим знањем. Према томе маса се труди да ради најбоље, када постоји тачан одговор на постављено питање, као што је на пример питање из географије и математике.
Ефекат „мудрост гомиле” би лако могло да се поткопаа ако друштвени утицај може изазвати да просек одговора гомиле буде непрецизан, док су геометријска средина и медијана далеко робуснији.

## Сличности са појединачним сазнањем „у гомили”
Увид у одговоре гомиле на задату оцену, може се моделовати као узорак из расподеле вероватноће поређењем са индивидуалном спознајом. Посебно, могуће је да је индивидуална спознаја вероватна у смислу да су индивидуалне процене из „интерне дистрибуције вероватноће”. Ако је ово случај, онда две или више процене од стране исте особе, представљаће средњу вредност која је ближа истини од било које индивидуалне истине, јер се ефекат статистичке буке са сваким од ових судова смањује. То се заснива на претпоставци да је бука повезана са сваким судом, статистички независна. Друго упозорење је да су индивидуални судови вероватнће често пристрасни према екстремним вредностима. Тако је свака корист од вишеструких судова од стране исте особе ограничена на узорцима из непристрасне дистрибуције.

Вул и Паслер (2008) затражили су од учесника процене везане за опште образовање као што је нпр. 
| „ | ...који проценат светских аеродрома се налази у Сједињеним Америчким Државама? Мада нису били упозорени унапред, од половине испитаника је затражено да дају други различит одговор на исто питање, а од друге половине учесника је затражено да учине исто, али тек после три недеље. Просек два одовора (нагађања) је био прецизнији од било ког индивидуалног одговора. Осим тога, просеци одговора датих после три недеље били су прецизнији од просека направљених одмах. | ” |

 Једно од објашњења за овај ефекат јесте, да су тренутни одговори међусобно независни (ефекат сидра), и на тај начин су били предмет исте врсте буке. У принципу ови резултати сугеришу да индивидуална спознаја може бити предмет интерне расподеле вероватноће коју карактерише стохастичност.
Хоурихан и Бенџамин (2010) тестирали су хипотезу да су побољшања процена посматрана од стране Вула и Паслера била резултат повећане независности процена. Хоурихан и Бенџамин закључују да процене зависе од меморије човека, или од његове могућности да запамти што више ствари. Они су открили да су већи напредак или боље побољшање процена остварили они учесници са мањом меморијом у односу на учеснике са већом меморијом.
Раухт и Лоренц (2011) су проширили ово истраживање, тражећи од учесника да дају одговоре на питања из реалног живота, али су учесници били обавештени да треба да дају пет узастопних одговора (процена). Овај приступ је омогућио истраживачима да утврде:
- колико пута се неко запита пре него што одговори тачно и пита друге ;
- стопу при којој процене дате од стране једних учесника побољшавају процене осталих учесника.

Све у свему, нашли су малу подршку за такозвану „менталну дистрибуцију” од којих су појединци извели своје процене, заправо, дошли су до закључка 
| „ | да што се више пута човек запита шта је тачан одговор долази до смањивања тачности одговора. | ” |